# Französische Rugby-Union-Meisterschaft 1970/71
Die Saison 1970/71 war die 72. Austragung der französischen Rugby-Union-Meisterschaft (französisch Championnat de France de rugby à XV). Sie umfasste 64 Mannschaften in der ersten Division (heutige Top 14).
Die Meisterschaft begann mit der Gruppenphase, bei der in acht Gruppen je acht Mannschaften gegeneinander antraten. Die Erst- bis Viertplatzierten jeder Gruppe zogen in die Finalphase ein, während die Achtplatzierten in die zweite Division absteigen mussten. Es folgten Sechzehntel-, Achtel-, Viertel- und Halbfinale. Im Endspiel, das am 16. Mai 1971 im Parc Lescure in Bordeaux stattfand, trafen die zwei Halbfinalsieger aufeinander und spielten um den Bouclier de Brennus. Dabei setzte sich die AS Béziers gegen den RC Toulon durch und errang zum zweiten Mal den Meistertitel.

## Gruppenphase
* freiwilliger Abstieg
|    | Team                  | Siege | Unent. | Ndlg. | Spiel- punkte | Diff. | Tabellen- punkte |
| -- | --------------------- | ----- | ------ | ----- | ------------- | ----- | ---------------- |
| 1. | La Voulte Sportif     | 10    | 2      | 2     | 180:87        | + 93  | 36               |
| 2. | RC Toulon             | 8     | 1      | 5     | 209:101       | + 108 | 31               |
| 3. | Stade Aurillacois     | 8     | 0      | 6     | 139:167       | − 28  | 30               |
| 4. | US Romans             | 6     | 3      | 5     | 134:100       | + 34  | 29               |
| 5. | SC Angoulême          | 7     | 1      | 6     | 126:123       | + 3   | 29               |
| 6. | Racing Club de France | 6     | 2      | 6     | 155:125       | + 30  | 28               |
| 7. | US Oyonnax            | 4     | 2      | 8     | 72:126        | − 54  | 24               |
| 8. | Lombez Samatan Club   | 1     | 1      | 12    | 69:255        | − 186 | 17               |

|    | Team            | Siege | Unent. | Ndlg. | Spiel- punkte | Diff. | Tabellen- punkte |
| -- | --------------- | ----- | ------ | ----- | ------------- | ----- | ---------------- |
| 1. | Stade Bagnérais | 10    | 1      | 3     | 207:116       | + 91  | 35               |
| 2. | US Dax          | 10    | 0      | 4     | 227:103       | + 124 | 34               |
| 3. | US Tyrosse      | 9     | 0      | 5     | 154:137       | + 17  | 32               |
| 4. | AS Montferrand  | 8     | 0      | 6     | 200:143       | + 57  | 30               |
| 5. | RC Vichy        | 6     | 1      | 7     | 88:119        | − 31  | 27               |
| 6. | US Bressane     | 5     | 0      | 9     | 126:164       | − 38  | 24               |
| 7. | TOEC *          | 4     | 0      | 10    | 86:171        | − 85  | 22               |
| 8. | Lyon OU         | 3     | 0      | 11    | 104:239       | − 135 | 20               |

|    | Team              | Siege | Unent. | Ndlg. | Spiel- punkte | Diff. | Tabellen- punkte |
| -- | ----------------- | ----- | ------ | ----- | ------------- | ----- | ---------------- |
| 1. | CA Bègles         | 10    | 1      | 3     | 288:157       | + 131 | 35               |
| 2. | SU Agen           | 9     | 1      | 4     | 260:108       | + 152 | 33               |
| 3. | Stade Beaumontois | 8     | 1      | 5     | 174:78        | + 96  | 31               |
| 4. | Stade Montois     | 7     | 1      | 6     | 228:197       | + 31  | 29               |
| 5. | FC Oloron         | 7     | 1      | 6     | 150:192       | − 42  | 29               |
| 6. | FC Saint-Claude   | 5     | 2      | 7     | 124:202       | − 78  | 26               |
| 7. | CA Sarlat         | 5     | 0      | 9     | 142:265       | − 123 | 24               |
| 8. | Cahors Rugby      | 1     | 1      | 12    | 76:243        | − 167 | 17               |

|    | Team                  | Siege | Unent. | Ndlg. | Spiel- punkte | Diff. | Tabellen- punkte |
| -- | --------------------- | ----- | ------ | ----- | ------------- | ----- | ---------------- |
| 1. | Stadoceste Tarbais    | 11    | 1      | 2     | 277:84        | + 193 | 37               |
| 2. | FC Grenoble           | 8     | 2      | 4     | 159:113       | + 46  | 32               |
| 3. | Biarritz Olympique    | 7     | 1      | 6     | 133:127       | + 6   | 29               |
| 4. | Stade Poitevin        | 4     | 4      | 6     | 112:125       | − 13  | 26               |
| 5. | US Quillan            | 6     | 0      | 8     | 130:142       | − 12  | 26               |
| 6. | SA Mauléon            | 6     | 0      | 8     | 97:163        | − 66  | 26               |
| 7. | SC Tulle              | 5     | 1      | 8     | 72:141        | − 69  | 25               |
| 8. | Paris Université Club | 4     | 1      | 9     | 118:203       | − 85  | 23               |

|    | Team                 | Siege | Unent. | Ndlg. | Spiel- punkte | Diff. | Tabellen- punkte |
| -- | -------------------- | ----- | ------ | ----- | ------------- | ----- | ---------------- |
| 1. | Stade Toulousain     | 10    | 1      | 3     | 261:105       | + 156 | 35               |
| 2. | Saint-Jean-de-Luz OR | 7     | 2      | 5     | 137:166       | − 29  | 30               |
| 3. | US Cognac            | 7     | 1      | 6     | 164:100       | + 64  | 29               |
| 4. | CA Périgueux         | 7     | 1      | 6     | 133:143       | − 10  | 29               |
| 5. | SO Chambéry          | 5     | 3      | 6     | 73:99         | − 26  | 27               |
| 6. | Stade Montchaninois  | 6     | 0      | 8     | 136:171       | − 35  | 26               |
| 7. | Stade Lavelanétien   | 5     | 1      | 8     | 97:158        | − 61  | 25               |
| 8. | CA Lannemezan        | 4     | 1      | 9     | 104:163       | − 59  | 23               |

|    | Team              | Siege | Unent. | Ndlg. | Spiel- punkte | Diff. | Tabellen- punkte |
| -- | ----------------- | ----- | ------ | ----- | ------------- | ----- | ---------------- |
| 1. | AS Béziers        | 12    | 2      | 0     | 340:45        | + 295 | 40               |
| 2. | Section Paloise   | 10    | 1      | 3     | 207:98        | + 109 | 35               |
| 3. | Stade Dijonnais   | 9     | 1      | 4     | 130:115       | + 15  | 33               |
| 4. | Stade Rochelais   | 6     | 1      | 7     | 135:132       | + 3   | 27               |
| 5. | Valence Sportif   | 4     | 1      | 9     | 99:193        | − 94  | 23               |
| 6. | Saint-Girons SC * | 4     | 0      | 10    | 87:177        | − 90  | 22               |
| 7. | UA Gaillac        | 4     | 0      | 10    | 53:150        | − 97  | 22               |
| 8. | US Bergerac       | 4     | 0      | 10    | 92:233        | − 141 | 22               |

|    | Team                | Siege | Unent. | Ndlg. | Spiel- punkte | Diff. | Tabellen- punkte |
| -- | ------------------- | ----- | ------ | ----- | ------------- | ----- | ---------------- |
| 1. | CA Brive            | 12    | 0      | 2     | 342:67        | + 275 | 38               |
| 2. | Castres Olympique   | 9     | 0      | 5     | 153:144       | + 9   | 32               |
| 3. | SC Graulhet         | 9     | 0      | 5     | 162:172       | − 10  | 32               |
| 4. | FC Lourdes          | 8     | 0      | 6     | 209:96        | + 113 | 30               |
| 5. | Boucau Tarnos Stade | 6     | 0      | 8     | 142:187       | − 45  | 26               |
| 6. | US Fumel Libos      | 5     | 1      | 8     | 108:196       | − 88  | 25               |
| 7. | SA Condom           | 4     | 1      | 9     | 67:166        | − 99  | 23               |
| 8. | US Carmaux          | 2     | 0      | 12    | 84:239        | − 155 | 18               |

|    | Team                      | Siege | Unent. | Ndlg. | Spiel- punkte | Diff. | Tabellen- punkte |
| -- | ------------------------- | ----- | ------ | ----- | ------------- | ----- | ---------------- |
| 1. | RC Narbonne               | 12    | 0      | 2     | 271:83        | + 188 | 38               |
| 2. | US Montauban              | 8     | 1      | 5     | 145:154       | − 9   | 31               |
| 3. | Aviron Bayonnais          | 7     | 2      | 5     | 228:137       | + 91  | 30               |
| 4. | ES Avignon Saint-Saturnin | 7     | 1      | 6     | 200:132       | + 68  | 29               |
| 5. | FC Auch                   | 7     | 0      | 7     | 171:153       | + 18  | 28               |
| 6. | USA Perpignan             | 6     | 2      | 6     | 157:156       | + 1   | 28               |
| 7. | Stade Ruthénois           | 3     | 2      | 9     | 97:227        | − 130 | 22               |
| 8. | CS Vienne                 | 1     | 2      | 11    | 67:294        | − 227 | 18               |

## Finalphase

### 1/16-Finale
| Datum         | Begegnung                                     | Ergebnis |
| ------------- | --------------------------------------------- | -------- |
| 14. März 1971 | AS Béziers – Stade Poitevin                   | 19:0     |
| 14. März 1971 | Stade Dijonnais – Saint-Jean-de-Luz OR        | 08:03    |
| 14. März 1971 | Stade Bagnérais – FC Lourdes                  | 18:09    |
| 14. März 1971 | Section Paloise – Biarritz Olympique          | 11:06    |
| 14. März 1971 | Stade Montois – Stadoceste Tarbais            | 30:19    |
| 14. März 1971 | Castres Olympique – Stade Beaumontois         | 12:03    |
| 14. März 1971 | SU Agen – Stade Aurillacois                   | 06:03    |
| 14. März 1971 | La Voulte Sportif – ES Avignon Saint-Saturnin | 14:03    |
| 14. März 1971 | CA Brive – Stade Rochelais                    | 14:06    |
| 14. März 1971 | US Tyrosse – Aviron Bayonnais                 | 11:08    |
| 14. März 1971 | CA Bègles – AS Montferrand                    | 12:08    |
| 14. März 1971 | US Dax – US Cognac                            | 03:0     |
| 14. März 1971 | RC Narbonne – CA Périgueux                    | 27:06    |
| 14. März 1971 | RC Toulon – SC Graulhet                       | 08:0     |
| 14. März 1971 | Stade Toulousain – US Romans                  | 26:06    |
| 14. März 1971 | US Montauban – FC Grenoble                    | 12:08    |

### Achtelfinale
| Datum         | Begegnung                         | Ergebnis |
| ------------- | --------------------------------- | -------- |
| 21. März 1971 | AS Béziers – Stade Dijonnais      | 11:0     |
| 21. März 1971 | Stade Bagnérais – Section Paloise | 08:05    |
| 21. März 1971 | Stade Montois – Castres Olympique | 06:05    |
| 21. März 1971 | SU Agen – La Voulte Sportif       | 17:09    |
| 21. März 1971 | CA Brive – US Tyrosse             | 11:0     |
| 21. März 1971 | CA Bègles – US Dax                | 00:10    |
| 21. März 1971 | RC Narbonne – RC Toulon           | 06:14    |
| 21. März 1971 | Stade Toulousain – US Montauban   | 20:12    |

### Viertelfinale
| Datum          | Begegnung                    | Ergebnis |
| -------------- | ---------------------------- | -------- |
| 25. April 1971 | AS Béziers – Stade Bagnérais | 32:09    |
| 25. April 1971 | Stade Montois – SU Agen      | 06:14    |
| 25. April 1971 | CA Brive – US Dax            | 12:09    |
| 25. April 1971 | RC Toulon – Stade Toulousain | 08:0     |

### Halbfinale
| Datum       | Begegnung            | Ergebnis |
| ----------- | -------------------- | -------- |
| 2. Mai 1971 | AS Béziers – SU Agen | 20:9     |
| 2. Mai 1971 | CA Brive – RC Toulon | 03:6     |

### Finale
| 16. Mai 1971 | AS Béziers                                                         | 15 : 9 n. V.       | RC Toulon                | Parc Lescure, Bordeaux Zuschauer: 25.737 Schiedsrichter: Michel Dubernet |
| 16. Mai 1971 | Versuche: Séguier (2) Straftritte: Cabrol (2) Dropgoals: Astre (1) | (6:6, 9:9) Bericht | Straftritte: Laboure (3) | Parc Lescure, Bordeaux Zuschauer: 25.737 Schiedsrichter: Michel Dubernet |

Aufstellungen
AS Béziers: Richard Astre, Yvan Buonomo, Henri Cabrol, Jack Cantoni, Alain Estève, Jean-Pierre Hortoland, Gérard Lavagne, André Lubrano, Joseph Navarro, Christian Pesteil, Olivier Saïsset, Jean Sarda, Georges Senal, René Séguier, Armand Vaquerin
RC Toulon: Jean-Claude Ballatore, Paul Bos, Jean-Pierre Carreras, Christian Carrère, Gilles Delaigue, Roger Fabien, Bernard Giabbiconi, Arnaldo Gruarin, Daniel Hache, Louis Irastorza, André Herrero, Daniel Herrero, Bernard Laboure, Michel Sappa, Noêl Vadella